# Петрова Олександра Василівна
Петрова Олександра Василівна — радянський український художник по костюмах театру і кіно.

## Біографічні відомості
Народ. 20 квітня 1911 р. у Петербурзі в родині робітника. Навчалась у Ленінградській Академії мистецтв (1936—1942) і Київському художньому інституті (1944—1945).
Працювала у театрах, художником по костюмах Київської кіностудії художніх фільмів ім. О. П. Довженка.

## Фільмографія
- «Командир корабля» (1954)
- «Матрос Чижик» (1955)
- «Головний проспект» (1956)
- «Є такий хлопець» (1956)
- «Море кличе» (1956)
- «Гори, моя зоре» (1957)
- «Проста річ» (1958)
- «Посилка для Світлани» (1974, т/ф)
- «Йду своїм курсом» (1975)
- «Я — „Водолаз-2“» (1975)
- «Весільний подарунок» (1982)
- «Я, син трудового народу...» (1983) та ін.